# Frozen
"Frozen" är en låt framförd av den amerikanska popartisten Madonna. Låten gavs ut som den första singeln från hennes sjunde studioalbum Ray of Light den 23 februari 1998. Den skrevs av Madonna och Patrick Leonard och producerades i samarbete med William Orbit.

## Medverkande
- Madonna – sång, låtskrivare, producent
- Patrick Leonard – låtskrivare, producent, remix, arrangemang
- William Orbit – producent
- Marius de Vries – keyboard, programmering
- Craig Armstrong – stråkarrangemang

Medverkande är hämtade ur albumhäftet till Ray of Light.

## Listplaceringar
| Lista (1998)                        | Högsta position |
| ----------------------------------- | --------------- |
| Australien (ARIA Charts)            | 5               |
| Finland (Finlands officiella lista) | 1               |
| Kanada (RPM)                        | 2               |
| Storbritannien (UK Singles Chart)   | 1               |
| Sverige (Sverigetopplistan)         | 2               |
| Tyskland (Media Control Charts)     | 2               |
| USA (Billboard Hot 100)             | 2               |
| USA (Hot Dance Club Songs)          | 1               |